# Флирт со зверем
«Флирт со зверем» (англ. Someone Like You) — американская романтическая комедия режиссёра Тони Голдуина, снятая в 2001 году. Премьера в США состоялась 30 марта 2001 года, в России 14 июня 2001 года.

## Сюжет
Главная героиня Джейн — молодая девушка, проживающая и работающая в Нью-Йорке в популярном шоу. Джейн рассуждает о вновь выдвинутой ею теории в отношении мужчин и женщин, которая сформировалась у неё в результате неудачного опыта отношений со своим сослуживцем Реем. Вначале их отношения развиваются весьма стремительно, и уже через 6 недель после знакомства они решают жить вместе и снимают совместно квартиру. Но всё быстро меняется: Рей внезапно, без объяснения причин, бросает Джейн.
Девушка решает переехать к своему коллеге Эдди, от предложения которого она ранее отказалась. Она размышляет над примером Рея, сыпавшего комплиментами и признаниями, и Эдди, думающем только о сексе. Случайно попавшаяся статья в The New York Times о том, что быки предпочитают полигамию, наталкивает её на мысль, что эта теория может распространяться и на людей.
Джейн начинает свой эксперимент над ничего не подозревающим Эдди. Подруга сообщает Джейн о создании колонки о женских проблемах, которую ей предлагают вести. Согласившись, Джейн под вымышленным именем доктор Мэри Чарлз развивает теорию «быки предпочитают полигамию» применительно к людям. Её статья получает неожиданно большой успех, и теперь в ток-шоу, в котором она работает, хотят в качестве гостя заполучить ту самую Мэри Чарлз, не зная что это и есть их сотрудница.
В преддверии Нового года Джейн получает надежду возобновить отношения с Реем, и ради этого готова порвать со всем, чем занималась это время, но на условленную встречу он не приходит, а потом она узнаёт, что у него роман с руководительницей их ток-шоу Дианой, и теперь они восстановили отношения и вместе отмечают Новый год. Общение с Эдди вселяет в Джейн уверенность в себе и она соглашается выступить в ток-шоу, где становится ясно, что под именем Мэри Чарлз была она. В Эдди Джейн находит свою настоящую любовь.

## В ролях
| Актёр          | Роль               |
| -------------- | ------------------ |
| Эшли Джадд     | Джейн Гудейл       |
| Грег Киннир    | Рей Браун          |
| Хью Джекман    | Эдди Алден         |
| Мариса Томей   | Лиз                |
| Эллен Баркин   | Диана Робертс      |
| Катрин Дент    | Элис               |
| Питер Фридман  | Стивен, муж Элис   |
| Лаура Риган    | Эвелин             |
| Сью Джин Сонг  | учёный             |
| Коллин Кэмп    | риелтор            |
| Кристен Риттер | модель             |
| Вероника Уэбб  | Вероника Уэбб      |
| Мирей Инос     | инструктор по йоге |